# آگوست ایمز
آگوست ایمز (نام اصلی: مرسدس گرابوفسکی، ۲۳ اوت ۱۹۹۴–۵ دسامبر ۲۰۱۷) یک بازیگر پورنوگرافی بود که در بیش از ۴۰۰ فیلم حضور داشت و برای چندین جایزه ای‌وی‌ان در طول حرفه اش نامزد شده بود.

## اوایل زندگی
ایمز در آنتیگونیش، نوا اسکوشیا متولد شد، اما در سالهای نوجوانی در کلرادو اسپرینگز بزرگ شد. مادرش از اختلال دوقطبی رنج می‌برد.
ایمز ادعا کرد که او به‌طور معمول توسط پدربزرگش به عنوان یک کودک مورد تجاوز جنسی قرار گرفته‌است، اما پدرش او را باور نمی‌کرد و در ۱۲ سالگی او را برای زندگی در خانه گروهی فرستاد.
او در سالهای ابتدایی به عنوان یک مربی پرورش دهنده اسب سواری، پرستار بچه و حیوانات کار می‌کرد.
او با کوین مور، تولیدکننده پورنوگرافی و کارگردان ازدواج کرد.
آگوست تأیید کرد که او در دوران کودکی آسیب دیده و سابقه افسردگی دوقطبی و اختلال شخصیت چندگانه را داشته‌است و می‌گوید: «بعضی روزها من خوب می‌شوم و اگر هیچ کاری انجام ندهم، بازتاب‌های اتفاقات دوران کودکی ام را دریافت می‌کنم و خیلی افسرده شده و حتی نمی‌توانم از تختم خارج شوم و صحنه‌هایم را برای یک یا دو هفته لغو می‌کنم.»

## پیش زمینه منجر به مرگ
در تاریخ ۳ دسامبر ۲۰۱۷، اگوست ایمز پیام‌های بسیار منفی نسبت به توئیتی که در آن از ایفای نقش در کنار همجنس گرایان مرد اعلام خودداری کرده، مورد سرزنش قرار گرفته بود. او در این توئیت می‌گوید:
"(خطاب) به هر فردی (زنی) که قرار است جایگزین من برای ایفای نقش در EroticaX شود، شما در حال ایفای نقش در کنار مردی هستید که در فیلم‌های همجنس‌گرایی مردانه حضور دارد. فقط می‌خواستم که مطلع باشید. مزخرف است. آیا واقعاً مدیر برنامه‌ها اهمیتی نمی‌دهند که از چه کسانی نمایندگی می‌کنند؟ من برای بدنم تکلیف انجام می‌دهم!"
پس از این توئیت برخی از کاربران توئیتر، آگوست ایمز را به دلیل تبعیض در همجنسگرایی مورد سرزنش قرار دادند اما آگوست ایمز که خود یک دوجنس‌گرا است اعلام کرد که جامعه همجنس‌گرایی مردانه را دوست دارد و او این حق را دارد که نسبت به نگرش جنسی‌اش خودمختار باشد.
در نهایت این سرزنش‌ها به یک خشونت سایبری علیه آگوست ایمز تبدیل شد.

## خودکشی و مرگ
در ۵ دسامبر ۲۰۱۷، بدن حلق آویز شده او در یک پارک عمومی در حدود فاصله ۲۰ دقیقه ای از خانه‌اش در کاماریلو، کالیفرنیا پیدا شد. او در هنگام مرگ ۲۳ سال داشت. برادر آگوست ایمز، دوستان نزدیک او و همچنین جنا جیمسون و رسانه‌های متعدد، معتقدند که دلیل خودکشی آگوست ایمز، خشونت سایبری بوده‌است و برخی نیز معتقدند دلیل خودکشی او ناشی از افسردگی بوده‌است.